# Kostel Očišťování Panny Marie (Smrečany)
Kostel Očišťování Panny Marie v obci Smrečany v okrese Liptovský Mikuláš je římskokatolický raně gotický jednolodní kostel s pravoúhlým zakončením kněžiště, založený roku 1349 na místě starší sakrální stavby. Kostel se nachází v ohrazeném areálu západně od centra obce. Jedná se o příklad uceleně dochované gotické stavby a je chráněný jako kulturní památka Slovenska.

## Historie
Kostel nazývaný též Obětování Páně, byl dostavěný počátkem 15. století a v letech 1517 a 1664 prošel barokní přestavbou, kdy věž získala cibulovitě zaklenutou barokní helmici s ochozem a malovaný deskový strop kostelní lodi. Kromě samotné stavby se ze středověku zachovala také velká část zařízení. Hlavní oltář je gotický tabulový z roku 1480 s obrazem Panny Marie a světic sv. Barbory a sv. Kateřiny. Dva boční oltáře jsou rovněž gotické, z období kolem roku 1510. Oltáře jsou díly Mistra z Okoličného. Kostel má hladké fasády členěné opěrnými pilíři a okny s lomeným obloukem. Nejstarším zvonem ve věži je gotický zvon z roku 1509.
V blízkosti kostela se nachází na jedné straně hřbitov a na druhé budova bývalé farní školy, která dnes slouží jako místní muzeum a stálá expozice historie obce. Farní škola je zmiňována již roku 1348. V roce 1941 byla škola uzavřena pro nedostatek žáků. V letech 1954–1956 prošel kostel památkovou obnovou.  

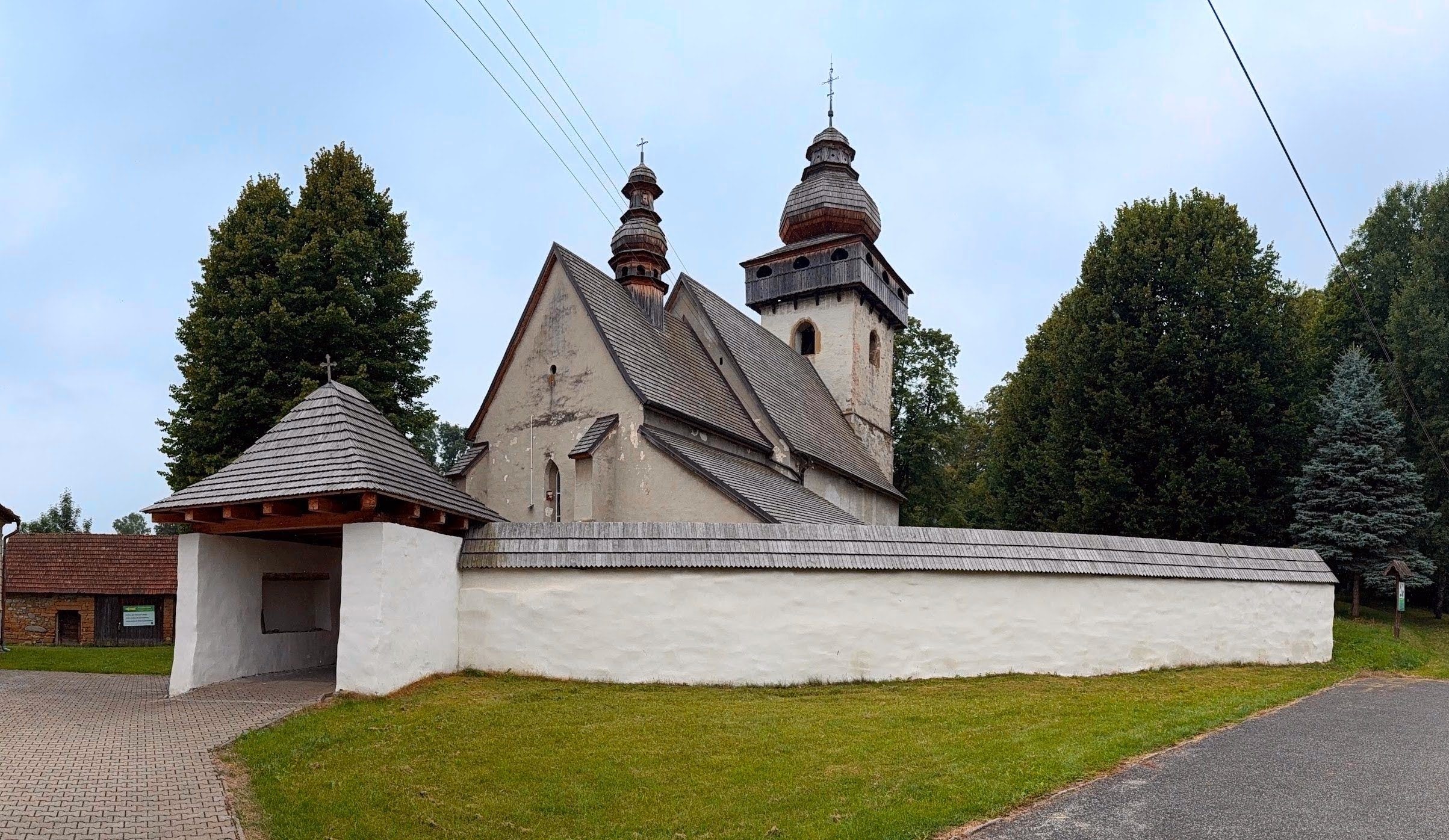
Památkově chráněný areál kostela Očisťování Panny Marie ve Smrečanech

Kostel je obklopen kamennou zdí se vstupní branou. Zeď z lomového kamene vysoká cca 2,2 m pochází patrně ze stejné doby jako kostel a je zachovaná v téměř původním středověkém stavu. Po celém obvodu je krytá sedlovou stříškou se šindelovou krytinou, která prošla v roce 2017 rozsáhlou rekonstrukcí.
Brána, hradební zeď, přilehlý hřbitov jako ucelený areál s ranně gotickým římskokatolickým kostelem byly 28. listopadu 2015 na základě rozhodnutí Pamiatkového úradu Slovenskej republiky zařazeny do registru nemovitých kulturních památek Slovenska.
Ozdobou kostela jsou vzácné barokní varhany z roku 1750, zvon ulitý roku 1509, pozdně gotické oltáře, vzácné fresky a stropní malby, které jsou národní kulturní památkou.
Bohoslužby se zde konají v neděli dopoledne. 
Mimo bohoslužby je kostel zavřený. Návštěvu je potřebné dohodnout předem.

## Zasvěcení
Dvojí název používaný pro gotický kostel ve Smrečanech souvisí s otázkou patrocinia, neboli zasvěcení. V římskokatolické tradici se předpokládá, že každý chrám je „zasvěcen“ – má patrona (patrocinium), jehož svátek se v kostele slaví. Patrocinium kostela ve Smrečanech je spjato se svátkem 2. února (v lidové tradici Hromnice). Starší liturgický kalendář nazýval tento den svátkem „Očišťování Panny Marie“ a připomínal mariánský aspekt události popsané v Lukášově evangeliu, kdy Panna Maria po čtyřiceti dnech od narození Ježíše přinesla svého syna do jeruzalémského chrámu a podstoupila obřad očisťování. 
Po druhém vatikánském koncilu (1962–1965) byl liturgický kalendář revidován. Důraz byl přesunut na Ježíšův příchod do chrámu, který představuje okamžik střetnutí Zákona a Evangelia, Staré a Nové smlouvy, starého a nového chrámu.  Proto byl den 2. února, který byl až do druhého vatikánského koncilu znám jako svátek Očišťování Panny Marie, po liturgické reformě (zavedené do praxe v roce 1969) přejmenován na Svátek Uvedení Páně do chrámu (slovensky Svátok Obetovania Pána).
Od roku 1969 se proto hovoří o této stavbě jako o „kostole Obetovania Pána“ (někdy s dovětkem „ku cti Očisťovania Panny Márie“), ačkoliv po řadu století byl zažitý název "kostol Očisťovania Panny Márie".